# 폴 로드리게즈

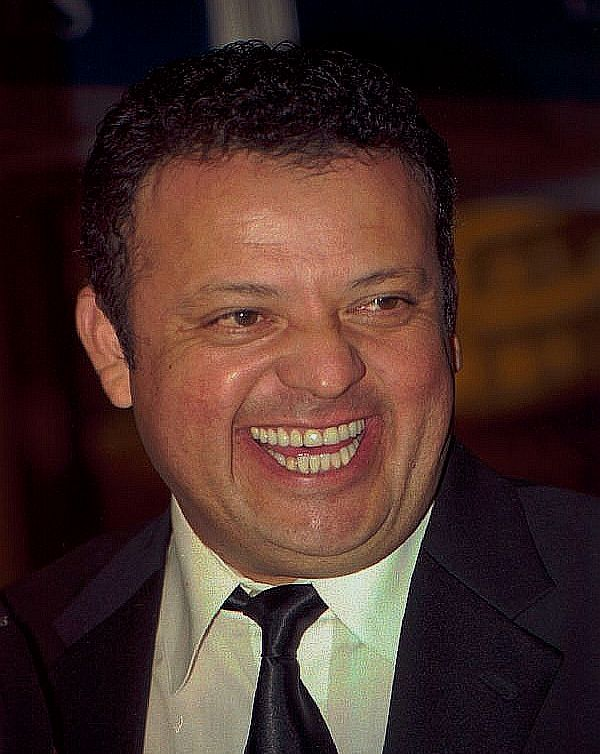

폴 로드리게즈(Paul Rodriguez, 1955년 1월 19일 ~ )는 미국의 배우, 영화 제작자이다.
쿨리아칸에서 태어났다.

## 출연 작품
- 더 그리들 하우스 (2018년) - 아모스 역
- 비를 위한 기도 (2017, Pray for Rain)
- 루타 마드레 (2016년)
- 보이슬러스 (2015년)
- 그레이비 (2015년) - 츄이 역
- 위드아웃 맨 (2011년)
- 아임 낫 라이크 댓 노 모어 (2010년)
- 캣츠 앤 독스 2 (2010년)
- The Deported (2009) - 에르네스토 역
- 해니티 (2009년) - 본인 역
- 비버리힐즈 치와와 (2008년)
- Holidaze: The Christmas That Almost Didn't Happen (2006)
- 스왑 미트 (2006년)
- 스트립, 비치발리볼 (2006년) - 미스터 웡 역
- 세상에서 가장 빠른 인디언 (2005년) - 페르난도 역
- 신데렐라 스토리 (2004년) - 바비 역
- 바다스 (2003년)
- 체이싱 파피 (2003년)
- 백 바이 미드나잇 (2002년)
- 블러드 워크 (2002년)
- 타임 체인저 (2002년) - 에디 마르티네즈 역
- 더 쉬프먼트 (2001년)
- 크로커다일 던디 3 (2001년) - 디에고 역
- 노 브레인 레이스 (2001년) - 거스 더 캐비 역
- 알리 (2001년)
- 프라이스 오브 글로리 (2000년)
- 라프 매직 (1996년)
- 리듬 씨프 (1994년)
- 돈벼락 맞은 사나이 (1994, A Million to Juan)
- 메이드 인 아메리카 (1993년)
- 천사의 유혹 (1991년)
- 팜 비치의 우피 보이스 (1986, The Whoopee Boys)
- Miracles (1986)
- 퀵실버 (1986)
- DC 택시 (1983, D.C. Cab)

### 텔레비전
- 그레이트 퍼포먼스 (1972년) - 게스트 역
- 명탐정 하드볼 (1990, Grand Slam)